# Pudeur

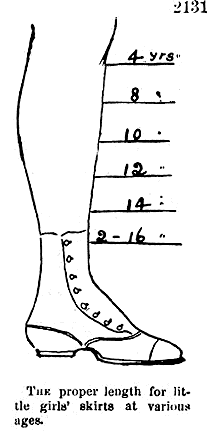
Les longueurs de jupes appropriées selon le Harper's Bazaar en 1868, vers le milieu de l'époque victorienne, une jupe se portait aux genoux à quatre ans et presque aux chevilles à seize. Texte traduit : « La bonne longueur pour les jupes des jenes filles a des ages differentes. »

La pudeur est un sentiment de réserve, de retenue, de honte ou de délicatesse, le contraire de l'impudeur. 
Le Petit Robert donne deux définitions « sentiment de honte, de gêne qu'une personne éprouve à faire, à envisager ou à être témoin des choses de nature sexuelle ; disposition permanente à éprouver un tel sentiment » et « gêne qu'éprouve une personne devant ce que sa dignité semble lui interdire ». Ce dictionnaire introduit deux distinctions qui ont toujours existé : la pudeur corporelle, sexuelle, ou pudeur des sentiments, d'une part et la pudeur contingente ou permanente, d'autre part.
Cela dit, l'« attentat à la pudeur » est bien une infraction pénale pour remettre la définition dans une normalité.

## Quelques définitions
- « Appréhension de ce qui peut porter atteinte à la dignité personnelle, au respect de soi-même. » — début XVIe siècle
- « Gène devant les réalités sexuelles. » — fin XVIe siècle
- « Décence telle qu'elle est défendue par les convenances ou les règles d'une société donnée. » — fin XVIIe siècle, 1690

À la fin du XIXe siècle, la pudeur peut distinguer « la chasteté, en parlant d'une femme » : « Quelqu'un de pudique pratique en permanence une dissimulation active de son corps, tout au moins de parties de son corps et de phénomènes corporels qui rappellent la faiblesse de la chair : sa vulnérabilité au désir, à la maladie, à la mort. »

## Philosophie et sociologie
Pour le philosophe, la pudeur est à la fois un droit et une convention ; un droit assimilé à celui de la protection de la vie privée de l'individu : chacun a droit au respect de sa pudeur. Divers philosophes, sociologues et auteurs (dont Kundera) montrent que derrière l'idée de transparence, comme derrière celle d'une pudeur imposée peut régner le totalitarisme. La pudeur est une dimension de la psyché précocement construite par l'éducation, importante pour l'insertion sociale. C'est aussi un vécu subjectif, fortement lié au sentiment de honte sur laquelle jouent, consciemment ou non, de nombreuses religions, sectes, forces de l'ordre, ou encore les auteurs de torture.
Via le fantasme ou le retour du refoulé, certains y voient une dimension importante de la sexualité : 

« La pudeur est le parfum de la volupté ; la satiété est l'arôme du dégoût. Et la pudeur accroît la volupté, comme la satiété l'écœure. »

— André Suarès, dans Voici l'homme

## Psychologie
Dans les contextes socioculturels où elle est valorisée, la pudeur apparaît (plus ou moins consciente) chez l'enfant de 3 à 5 ans. 
On distinguera la pudeur corporelle de la pudeur verbale ; cette dernière se trouve être le point de mire du psychiatre qui invite son patient à être le plus totalement impudique verbalement, à se dévoiler le plus possible.

## Variations dans l'espace et le temps et selon les sociétés ou groupes sociaux

### Sociétés traditionnelles
La pudeur semble pouvoir prendre de nombreuses formes et cibles, généralement orientées vers le corps, le sexe et les fonctions excrétoires. Elle existe au sein des sociétés traditionnelles, où le regard peut indiquer que l'individu s'est comme retiré en lui-même, quand bien même son corps nu reste à la vue de tous. 

#### Sociétés tropicales
En forêt tropicale chaude et humide, vivre nu présente de nombreux avantages, en particulier en réduisant le risque de mycoses[réf. nécessaire]. La tribu peut vivre dans une maison commune, les enfants peuvent parfois avoir une activité sexuelle partagée précoce[réf. nécessaire], dans le Ghotul, en Inde, par exemple, mais il est fréquent que les adultes s'isolent à l'extérieur de la maison commune pour faire l'amour, sans d'ailleurs que la motivation de cet isolement soit nécessairement identique à la définition commune de « pudeur »[réf. nécessaire]. Il est également fréquent que les enfants aillent nus mais qu'à l'âge adulte ou après les cérémonies d'initiation de l'adolescent, le port du pagne ou d'un vêtement devienne la règle.

#### Des Grecs et Gaulois anciens à la culture occidentale
Les Gaulois ont un rapport différent à la nudité, à la sexualité et à l'érotisme[réf. nécessaire], et le concept de pudeur ne s'installera que beaucoup plus tard. D'ailleurs, durant l'antiquité, certains Grecs et Gaulois se battaient nus. 

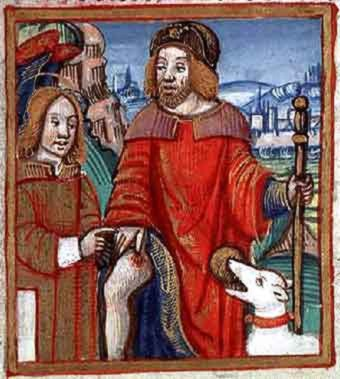
Représentation de saint Roch montrant les bubons de la peste. Ces plaies sont situées sur les ganglions, donc notamment à l'aine. La pudeur incline l'artiste à représenter la plaie plus bas sur la cuisse pour ne pas dévoiler les parties intimes.

Dans l'Europe du Moyen Âge, on se baignait nu sans complexes dans la mer ou les rivières, et on couchait nu avec toute la maisonnée, souvent dans un même lit, valets compris.
La Renaissance marque un ordre social de la pudeur. La morale voulait que seule une personne d'un rang supérieur puisse se montrer nue sans complexe. Ainsi, le roi se montrait nu aux nobles, qui se montraient nus aux bourgeois, qui se montraient nus à leurs domestiques, mais l'inverse ne se faisait pas. Toute la société respectait cette règle.[réf. nécessaire]
À l'époque de l'Inquisition, la religion promeut la pudeur[réf. nécessaire] jusque sur les tableaux et fresques, où des voiles pudiques sont ajoutés pour cacher les sexes. Malgré quelques expressions libertines, une vague prude gagne l'Europe au XVIIIe siècle, consacrée au XXe siècle avec l'apparition du bidet, des toilettes (WC) et la salle de bain, qu'on peut verrouiller de l'intérieur, privatisant des gestes jusque-là publics : certains voient là la naissance de l'intimité. Certains mouvements hippies, libertaires, de mai 1968, et le naturisme ont cherché à casser une forme de pudeur qu'ils jugeaient excessive (dite pudibonderie). Le naturisme contemporain accorde néanmoins une grande importance à la notion de la pudeur, qui s'exprime par le regard et l'attitude, et non plus par le fait de cacher telle ou telle partie du corps qui serait « honteuse ».

#### Point de vue musulman

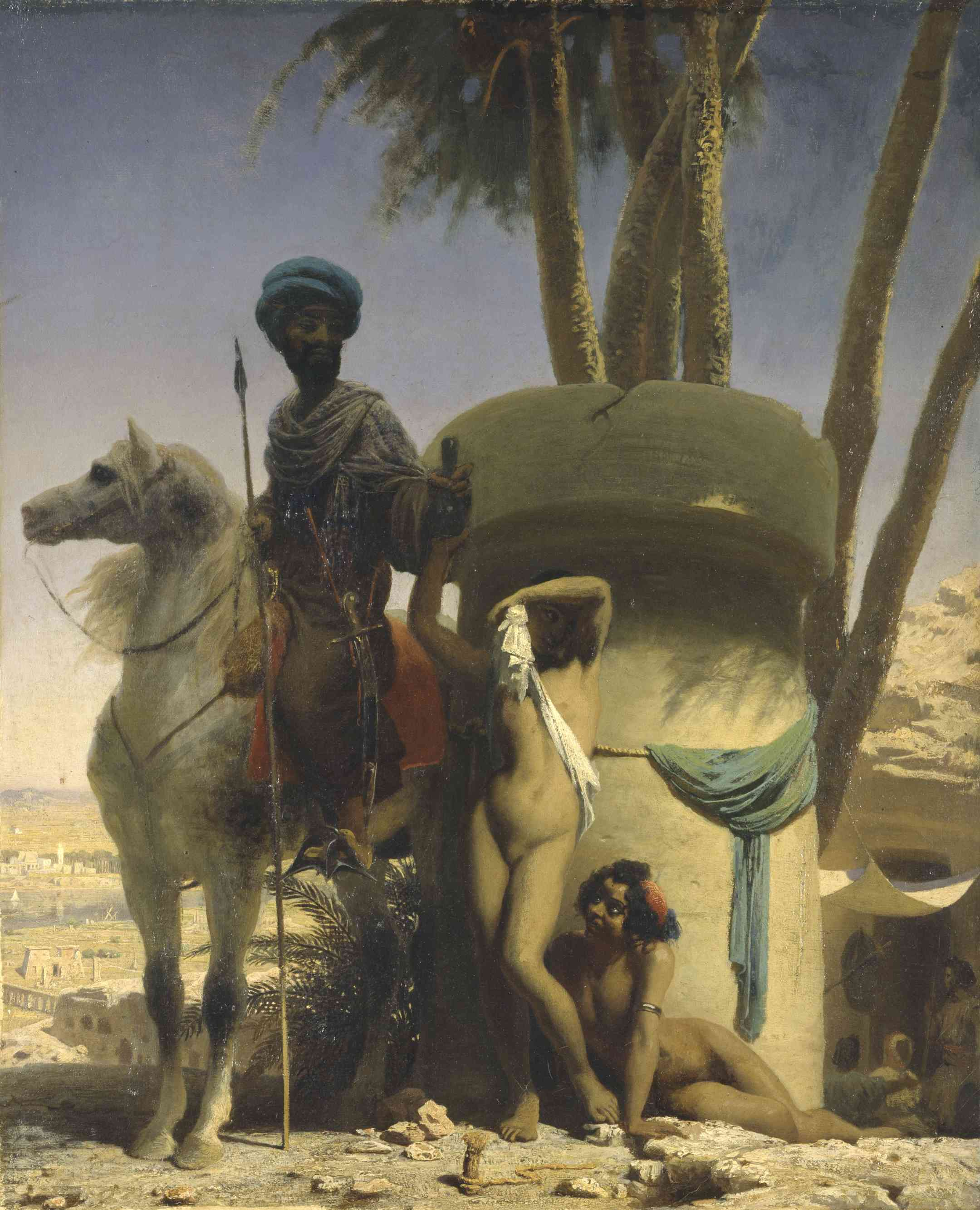
Charles Gleyre, La Pudeur égyptienne (1838), Lausanne, musée cantonal des beaux-arts.

La pudeur est une valeur importante dans l'islam, qui la perçoit généralement comme une vertu qui inclut modestie, retenue et respect des normes sociales et religieuses. Cependant, la compréhension et la pratique de la pudeur peuvent varier selon les différents courants de l'islam et les contextes culturels. Voici comment divers courants de l'islam caractérisent la pudeur :

### 1. Sunnisme
- Vue générale : La pudeur (haya en arabe), est considérée comme une partie intégrante de la foi. Elle concerne à la fois les hommes et les femmes et se manifeste par le comportement, les vêtements et les interactions sociales.
- Code vestimentaire : Les femmes sont généralement encouragées à porter le hidjab, et les hommes sont encouragés à s'habiller de manière modeste. Les normes spécifiques peuvent varier, allant du hidjab simple au niqab ou à la burqa selon les traditions locales.
- Comportement : La pudeur inclut aussi des aspects de comportement, tels que la manière de parler, de marcher et d’interagir avec les autres.

### 2. Islam chiite
- Vue générale : Il est similaire au sunnisme mais avec des interprétations et des pratiques légèrement différentes, influencées par des textes et des traditions chiites spécifiques.
- Code vestimentaire et comportement : Les attentes en matière de pudeur sont également fortes, avec un accent particulier sur l'importance de respecter les directives du Coran et des enseignements des iImams chiites. Les vêtements couvrants pour les femmes, comme le tchador en Iran, sont courants dans certaines communautés chiites.

### 3. Soufisme
- Vue générale : Le soufisme est la branche mystique de l'islam, mettant l'accent sur l'expérience intérieure et spirituelle de la foi. La pudeur est souvent interprétée de manière plus spirituelle, comme une retenue intérieure et une humilité devant Dieu.
- Pratiques : Bien que le soufisme ne s'éloigne pas nécessairement des normes vestimentaires traditionnelles, l'accent est davantage mis sur la modestie intérieure, l'humilité et le contrôle de l'ego.

### 4. Courants réformistes et modernistes
- Vue générale : Certains courants réformistes de l'islam mettent l'accent sur la flexibilité et l'interprétation contextuelle des textes religieux et prônent une approche plus personnelle et parfois moins stricte de la pudeur, adaptée aux réalités contemporaines.
- Pratiques : Dans ces courants, la pudeur peut être axée moins sur les vêtements spécifiques et davantage sur le comportement général, le respect des autres et la dignité personnelle.

### 5. Salafisme
- Vue générale : Ce courant prône un retour aux pratiques de l'Islam des premières générations et insiste sur une interprétation littérale et stricte des textes religieux.
- Pratiques : Les règles de pudeur sont souvent très strictes dans le salafisme, avec une emphase sur les vêtements couvrants pour les femmes (comme le niqab ou la burqa) et un comportement réservé pour éviter toute forme d'interaction sociale non nécessaire entre hommes et femmes.

### 6. Courants culturels
- Dans certaines régions, la culture locale influence également la façon dont la pudeur est pratiquée. Par exemple, en Indonésie ou en Afrique de l'Ouest, les vêtements traditionnels locaux peuvent être intégrés dans la pratique islamique de la pudeur.

### 7. Pudeur et genre
- Dans tous les courants, la pudeur s'applique aussi bien aux hommes qu'aux femmes, bien que les manifestations pratiques puissent différer. Pour les hommes, cela inclut la modestie dans le regard, l'attitude et la tenue vestimentaire.

En résumé, bien que la pudeur soit un concept universel en islam, les interprétations et les pratiques spécifiques peuvent varier considérablement selon les courants religieux, les contextes culturels et les perspectives individuelles.

#### Dans le judaïsme
Dans le judaïsme, la tsniout désigne au sens large la modestie et la pudeur et, au sens plus restreint, des rapports sociaux et sexuels entre hommes et femmes. Le terme est fréquemment utilisé en ce qui concerne les règles de tenue vestimentaire des femmes.

## Notes et références

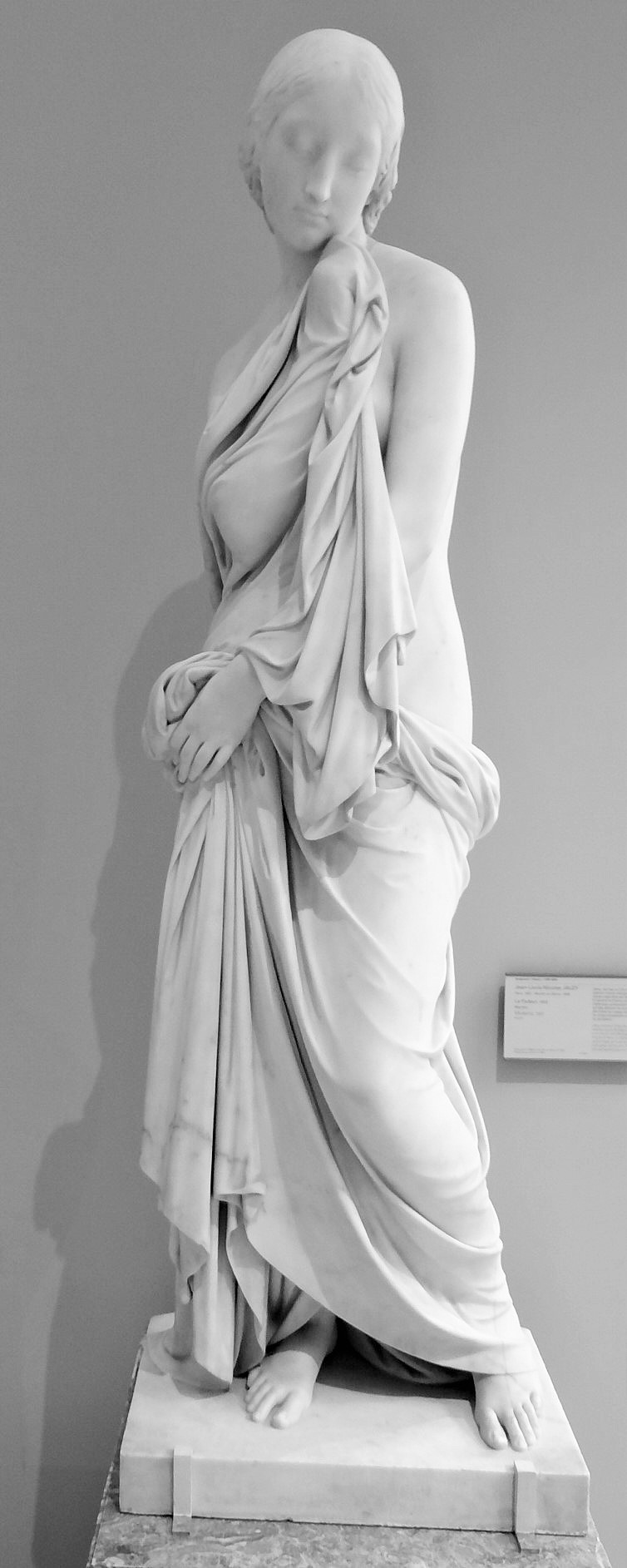
Jean-Louis Jaley, La Pudeur (1833), Paris, Musée du Louvre.